# 深圳科技园
深圳市高新技术产业园区（简称：深圳高新区、深圳科技园）成立于1996年9月，规划面积159.48平方公里，位于中国广东省深圳市，分为南山园区、坪山园区、龙岗园区、宝安园区和龙华园区，是中国科技部“建设世界一流科技园区”发展战略的6家试点园区之一。是中国国家级高新技术产品出口基地、亚太经合组织开放园区、先进国家高新技术产业开发区、中国国家知识产权试点园区、中国青年科技创新行动示范基地、中国国家火炬计划软件产业基地、中国国家高新技术产业标准化示范区、中国国家海外高层次人才创新创业基地、中国科技与金融相结合全国试点园区以及中国国家文化和科技融合示范基地。

## 区域范围
最早的深圳市高新技术产业园区位于深圳市南山区，北起广深高速公路，南到滨海大道，西临麒麟路、南油大道，东至沙河西路，面积11.5平方公里。北环大道和深南大道横贯其中，将高新区自然分割为南、中、北三个区域。
2019年4月23日，深圳市人民政府印发《深圳国家高新区扩区方案》，将南山、坪山、龙岗、宝安和龙华等五个条件比较成熟的园区纳入深圳高新区范围，总规划面积由11.52平方公里扩大到159.48平方公里，形成“一区两核多园”的高新区发展布局。
现时，深圳高新区的区域范围如下：
南山园区
- 深圳湾片区（北起广深高速公路，南到滨海大道，西临麒麟路、南油大道，东至沙河西路，面积11.5平方公里）
- 留仙洞片区（东至石鼓路，南至茶光路，西至创科路、打石一路、南坪快速，北至留仙大道，面积1.8平方公里）
- 大学城片区（东至南方科技大学，南至学苑大道、留仙大道，西至平山一路，丽山路、西丽湖路，北至动物园、丽水路、学苑大道、深圳大学西丽校区、南方科技大学，面积4.48平方公里）
- 石壁龙片区（东至沙河西路，南至白芒收费站，西至二级水源保护区，北至南山区边界线，面积2.24平方公里）

坪山园区
- 东、北至深惠边界，南至田头山，西至高压走廊及出口加工区，面积51.6平方公里

龙岗园区
- 坂雪岗科学城片区（由梅观高速、机荷高速、清平高速和南坪快速路围合成的区域，面积28.51平方公里）
- 宝龙科技城片区（东至东部过境通道、西至深惠高速公路、南至翠宝路、北至丹荷路，面积18.03平方公里）

宝安园区
- 尖岗山-石岩南片区（北至洲石公路，东至羊台山，南至铁岗水库，西至松白路；北至上川路，东至留仙三路，南至留仙一路，西至新安三路，面积8.31平方公里）
- 西乡铁仔山片区（位于西乡街道中部，东至铁岗水库，南至西乡大道、西至宝安大道、北至航城大道，面积12.98平方公里）
- 新桥东片区（北至庄村路，东至规划甘霖路，西至广深高速，南至凤凰水厂，面积2.23平方公里）

龙华园区
- 九龙山智能科技城-福民创新园片区（由环观南路、观澜大道、观光路和九龙山合围而成，面积13.55平方公里）
- 观澜高新园片区（由梅观高速、机荷高速、环观南路、坂澜大道围合，面积4.23平方公里）

## 发展方向

### 战略目标
到2035年，率先建成具有全球影响力的世界一流高科技园区，产业高端化发展的重要基地，广深港澳创新走廊的主要创新节点，深圳国际科技创新中心的核心引擎和关键区域，可持续发展的全球创新创意之都的重要载体。

### 功能定位
- 大规模、高效益的高新技术产业区
- 企业运行机制的试验区
- 科技成果的转化区
- 国内、国际经济技术的合作区

### 重点发展产业
- 南山园区：新一代信息技术、人工智能、互联网、生命健康
- 坪山园区：生物医药、新能源汽车、第三代半导体
- 龙岗园区：移动通信、集成电路、医疗器械
- 宝安园区：互联网、航空航天、智能装备
- 龙华园区：人工智能、移动智能终端、生物医药[3]

## 相关阅读
1. 深圳市人民政府. (1997). 深圳市人民政府关于印发《深圳市高新技术产业园区发展规划纲要》的通知 深府［1997］154号. Retrieved February 8, 2015, from https://web.archive.org/web/20150208224952/http://chinasourcing.mofcom.gov.cn/sz/c/2009-10-28/59087.shtml
2. 深圳市人民政府. (2009, January 1). 深圳市人民政府关于印发深圳高新技术产业园区发展专项规划（2009-2015年）的通知 深府〔2009〕158号. Retrieved February 8, 2015, from https://web.archive.org/web/20150208231613/http://www.szsti.gov.cn/info/plan/13